# Alberto Tomba
Alberto Tomba (Bologna, 19 dicembre 1966) è un ex sciatore alpino italiano.
Conosciuto anche con il soprannome, attribuitogli dalla stampa internazionale, di "Tomba la Bomba" per lo stile aggressivo in pista e il carattere estroverso, è stato uno dei protagonisti dello sci alpino dal 1986 al 1998 nelle specialità dello slalom gigante e dello slalom speciale, ed è considerato uno dei più grandi specialisti delle prove tecniche di tutti i tempi, oltre a essere uno dei più grandi atleti della storia dello sport italiano.
Con cinquanta vittorie complessive (35 in slalom e 15 in gigante) è al quarto posto tra i più vincenti in Coppa del Mondo, dopo Ingemar Stenmark, Marcel Hirscher e Hermann Maier. Oltre alle vittorie in Coppa del Mondo, che gli consentirono di conquistare la Coppa assoluta nel 1995 e otto Coppe di specialità, ottenne tra l'altro due ori olimpici in slalom gigante (a Calgary 1988 e ad Albertville 1992, primo atleta a vincere nella stessa specialità dello sci alpino per due edizioni consecutive), l'oro olimpico in slalom speciale a Calgary 1988 e due ori, in slalom gigante e in slalom speciale, ai Mondiali del 1996.

## Biografia

### Carriera sciistica
Originario di un paese lontano dalle montagne (Castel de' Britti, frazione collinare di San Lazzaro di Savena presso Bologna), Tomba imparò a sciare sugli Appennini (Corno alle Scale); in seguito si perfezionò a Cortina d'Ampezzo, istruito da Roberto Siorpaes, suo allenatore fino alla maggiore età. In grado di far emozionare ed esaltare il pubblico con le sue innumerevoli imprese sportive (famose erano le sue seconde manche vinte in recupero o le gare dominate in entrambe le manche). Arruolato sino al 1995 nell'Arma dei Carabinieri, fece parte del Centro Sportivo Carabinieri.

#### Stagioni 1983-1986
A diciassette anni, nel 1983, iniziò le competizioni a livello agonistico, gareggiando in Svezia con la squadra C2 in Coppa Europa. Nel 1984 fu promosso nella squadra C1 e partecipò ai Mondiali juniores di Sugarloaf, negli Stati Uniti. Grazie al quarto posto ottenuto nello slalom speciale avanzò nella squadra B. In quello stesso anno finì per la prima volta sotto i riflettori grazie al "Parallelo di Natale", una gara dimostrativa che si tenne a Milano sulla collina di San Siro e che Tomba vinse a sorpresa battendo tutti i colleghi della squadra A. Il giorno dopo La Gazzetta dello Sport titolò in prima pagina «Un azzurro della B beffa i grandi del parallelo». Durante l'anno continuò a ottenere successi nelle gare FIS, fino a raggiungere la squadra A nella stagione successiva.
Dopo aver vinto tre gare in Coppa Europa, debuttò in Coppa del Mondo il 16 dicembre 1985 a Madonna di Campiglio in slalom speciale; il 23 febbraio successivo a Åre, in Svezia, Tomba, partito con il pettorale numero 62, si piazzò al sesto posto nella gara vinta da uno dei suoi futuri e più grandi rivali, Pirmin Zurbriggen, conquistando così i suoi primi punti in Coppa del Mondo.

#### Stagioni 1987-1988

Tomba in azione in slalom speciale al Sestriere il 27 novembre 1987, in quella che sarà la prima delle sue 50 vittorie in Coppa del Mondo

Il primo podio in Coppa del Mondo (secondo posto dietro Richard Pramotton) arrivò il 14 dicembre 1986 sulla pista della Gran Risa dell'Alta Badia in Italia, e dove poi avrebbe vinto quattro volte. Grazie soprattutto al podio della Gran Risa, Tomba venne selezionato per i Mondiali del 1987, svoltisi a Crans-Montana in Svizzera, e conquistò la medaglia di bronzo nello slalom gigante al termine di una gara che vide uscire di pista, a pochissime porte dalla fine, lo svizzero Joël Gaspoz, ormai lanciato verso una sicura vittoria. L'oro andò così a Zurbriggen, davanti a Marc Girardelli e, appunto, a Tomba.
Nella stagione seguente (1987-1988) arrivarono i primi successi e una crescente notorietà: il 27 novembre ottenne la sua prima vittoria, nello slalom speciale di Sestriere, partendo con il numero 25 e annunciando che avrebbe concesso il bis due giorni dopo, sempre a Sestriere, in slalom gigante. In effetti vinse quella gara davanti a Ingemar Stenmark, suo idolo: fu quella l'unica occasione in cui i due salirono insieme sul podio. Tomba celebrò la vittoria salutando il pubblico con il braccio alzato ancor prima di aver tagliato il traguardo e dichiarando spavaldamente alle telecamere: «E due!». In quella stagione vinse nove gare (sei slalom speciali e tre slalom giganti) ma, a causa di due cadute nelle ultime due gare, dopo essere stato in testa alla classifica generale per quasi tutta la stagione concluse la Coppa del Mondo al secondo posto, preceduto dal campione elvetico Zurbriggen di 39 punti. Vinse tuttavia due Coppe del Mondo di specialità, quella di slalom gigante e quella di slalom speciale, sopravanzando rispettivamente Hubert Strolz di 13 punti e Günther Mader di 101 punti.
Nello stesso anno Tomba partecipò ai suoi primi Giochi olimpici invernali, i XV di Calgary 1988. Il 25 febbraio nella gara di slalom gigante, con il pettorale numero 1, disputò una straordinaria prima manche, in cui arrivò primo con 1 secondo e 14 centesimi sul secondo; nella seconda si limitò a gestire il vantaggio e ottenne la sua prima medaglia d'oro. Nella prova di slalom speciale vinse la seconda medaglia d'oro dopo una prima manche conclusa al terzo posto e la rimonta nella seconda manche, grazie alla quale arrivò con sei centesimi di vantaggio sul secondo; per trasmettere in diretta la seconda manche, Rai 1 interruppe momentaneamente il Festival di Sanremo. Non completò invece il supergigante.

#### Stagioni 1989-1990
I successi olimpici convinsero la Federazione a concedere a Tomba una squadra personale, guidata da Gustav Thöni; la stagione 1988-1989, tuttavia, dopo un inizio promettente (quarto posto nel supergigante di Schladming, miglior risultato in carriera nella specialità, e vittoria in slalom speciale a Madonna di Campiglio), non fu brillante come la precedente, anche per l'eccessivo peso delle aspettative e per la pressione dei media; nella classifica della Coppa del Mondo di slalom speciale fu battuto da Armin Bittner per 5 punti. Ai Mondiali di Vail non andò oltre al sesto posto in supergigante e al settimo in slalom gigante.
La stagione 1989-1990 vide la nascita del team composto, oltre che da Thöni, anche dal preparatore atletico Giorgio D'Urbano, che seguirà lo sciatore fino al 1996. Nonostante ciò, si trattò per Tomba di una stagione sfortunata: si infortunò in supergigante (a seguito di questo incidente, Tomba decise di non gareggiare più in supergigante e in discesa libera), ma a fine stagione ritornò a vincere ancora in slalom speciale e chiuse la classifica di specialità nuovamente al secondo posto dietro a Bittner (per 55 punti).

#### Stagioni 1991-1992
Nella stagione 1990-1991 tornò a vincere anche in slalom gigante, con cinque successi in stagione e la conquista della sua seconda Coppa di specialità con 51 punti di margine su Rudolf Nierlich; in classifica generale fu secondo, staccato a Marc Girardelli di 20 punti. Il 1991 fu anche l'anno dei suoi terzi Mondiali, dove ottenne il quarto posto nello slalom speciale mentre in slalom gigante, dopo essere stato al comando nella prima manche, uscì all'inizio della seconda, rompendosi due costole.
Nella stagione 1991-1992 Tomba tornò protagonista della Coppa del Mondo, ottenendo nove vittorie, quattro secondi posti e due terzi posti, che però non gli furono sufficienti a vincere contro il principale avversario, Paul Accola, che vinse per 337 punti anche perché, a differenza di Tomba, gareggiava anche nelle specialità veloci e primeggiava nella combinata (per tentare di contrastare lo svizzero, Tomba tornò dopo oltre due anni a disputare un supergigante a Morioka, non andando oltre il quindicesimo posto); vinse comunque la sua terza Coppa di slalom gigante e la seconda di slalom speciale, rispettivamente con 120 punti di vantaggio su Hans Pieren e 232 su Accola.
Ai XVI Giochi olimpici invernali di Albertville 1992 conquistò l'oro nello slalom gigante, davanti a Marc Girardelli e al giovanissimo emergente norvegese Kjetil André Aamodt; nello slalom speciale, dopo una deludente prima manche (chiusa al sesto posto con grande distacco dai primi) rimontò sino al secondo gradino del podio, preceduto solo dal norvegese Finn Christian Jagge. A questi Giochi fu anche l'alfiere della rappresentativa italiana nella cerimonia d'apertura.

#### Stagioni 1993-1994
Nella stagione 1992-1993 ai Mondiali di Morioka gareggiò in condizioni di salute non ottimali (influenza) che lo fecero rinunciare allo slalom gigante mentre nello slalom speciale inforcò un paletto nella prima manche.; in quella stagione 1992-1993 in Coppa del Mondo fu secondo sia nella classifica di slalom gigante (superato da Aamodt di 29 punti), sia in quella di slalom speciale (con 109 punti in meno di Thomas Fogdö).
Ai XVII Giochi olimpici invernali di Lillehammer 1994, in Norvegia, Tomba, dopo un deludente slalom gigante (non concluse la prova), conquistò l'argento nello slalom speciale, rimontando dal dodicesimo posto (aveva 1"84 di ritardo da Thomas Stangassinger) e arrivando secondo per 15 centesimi. In Coppa del Mondo a fine stagione risultò nuovamente vincitore della coppa di cristallo di slalom speciale, per la terza volta, superando Stangassinger di 88 punti.

#### Stagioni 1995-1996
Nel 1994-1995 Tomba riportò in Italia la Coppa del Mondo generale vent'anni dopo l'ultimo successo di Gustav Thöni, trofeo che aggiunse a quelle di specialità vinte sia nello slalom gigante sia nello slalom speciale. Chiuse la stagione con 375 punti di vantaggio su Mader, conquistando il titolo con la partecipazione alle sole gare tecniche con undici vittorie, di cui sette consecutive nello slalom speciale (realizzando una serie di imbattibilità nella disciplina di nove successi, contando anche le ultime due gare della precedente stagione); nella classifica di slalom gigante il suo vantaggio su Jure Košir fu di 95 punti, in quella di slalom speciale sopravanzò Michael Tritscher di 223 punti.
I Mondiali di Sierra Nevada, che si sarebbero dovuti svolgere nel 1995, furono posticipati di un anno per mancanza di neve; Tomba, arrivato molto motivato all'appuntamento, conquistò due medaglie d'oro, in slalom gigante e in slalom speciale, quest'ultima con un'altra rimonta: era sesto dopo la prima parte di gara a 81 centesimi da Finn Christian Jagge il quale inforcò nella seconda manche permettendo al bolognese di vincere con 31 centesimi su Mario Reiter. Dopo dieci anni di vittorie, Tomba iniziò a pensare al ritiro, avendo ormai vinto tutto; in quella stagione 1995-1996 fu battuto nella Coppa del Mondo di slalom speciale da Sébastien Amiez per 49 punti.

#### Stagioni 1997-1998

Tomba in azione sulla 3-Tre di Madonna di Campiglio nel corso della Coppa del Mondo 1997

Ai Mondiali 1997 in Italia, a Sestriere, davanti a trentamila spettatori, uscì di gara in slalom gigante; in slalom speciale, invece, dopo una prima manche deludente con una rimonta nella seconda conquistò la medaglia di bronzo, nonostante la febbre, alle spalle del norvegese Tom Stiansen e del francese Amiez; fu la sua ultima partecipazione iridata.
Ai XVIII Giochi olimpici invernali di Nagano 1998, sua ultima presenza olimpica, non conquistò alcuna medaglia: una caduta nello slalom gigante gli provocò un infortunio che non gli permise una buona prestazione nello slalom speciale. Tomba chiuse la carriera al termine della stagione, vincendo l'ultima gara disputata, lo slalom speciale delle finali di Coppa del Mondo di Crans-Montana, località dove aveva conquistato la prima medaglia iridata della carriera.

#### Bilancio della carriera
Il bilancio finale della carriera di Tomba è di cinquanta gare vinte in Coppa del Mondo, una Coppa del Mondo generale assoluta, quattro Coppe del Mondo di slalom gigante e quattro di slalom speciale. Nel corso della sua carriera, Tomba ha sempre rivendicato una vittoria in più, conteggiando anche lo slalom parallelo di Saalbach disputato al termine della stagione 1987-1988 in realtà valido solo per la classifica per nazioni. In seguito, sul suo sito ufficiale, egli stesso non ne fece più menzione. Detiene inoltre il record di undici stagioni consecutive con almeno una vittoria in slalom di Coppa del Mondo.

### Altre attività

Alberto Tomba e Michelle Hunziker in una scena del film Alex l'ariete

Dopo il ritiro si è dedicato alla promozione dello sci e dello sport in generale, sia agonistico sia in termini di diffusione dei valori sportivi. Ha viaggiato negli stati Uniti con il Tomba Tour, in Giappone con L'Arai Ski Legend, in Europa con il FilaSprint e il Coq d'Or, eventi sciistici propedeutici alla crescita del movimento agonistico giovanile. Personaggio pubblico di grande popolarità, dopo il ritiro ha interpretato nel 1999 il ruolo di Alessandro Corso nel film poliziesco Alex l'ariete, si è dedicato ad alcune presenze televisive e in attività promozionali legate ai suoi sponsor. È stato oggetto di una divertente imitazione da parte del cabarettista Gioele Dix tra il 1999 e il 2000 nella trasmissione Mai dire gol.
In seguito, Alberto Tomba è stato uno dei principali testimonial dei XX Giochi olimpici invernali di Torino 2006, presenziando alla sessione del CIO a Seul nel 1999 in cui si svolsero le votazioni per l'assegnazione dei Giochi. Il 10 febbraio 2006, nella cerimonia d'apertura, è stato il tedoforo che ha introdotto la fiamma olimpica nello Stadio Olimpico di Torino, consegnando la torcia per il tratto successivo ai quattro componenti della staffetta italiana di sci di fondo che avevano vinto la medaglia d'oro ai Giochi di Lillehammer 1994, Maurilio De Zolt, Marco Albarello, Giorgio Vanzetta e Silvio Fauner.
Nell'ottobre 2008 ha pubblicato il libro autobiografico Alberto Tomba. Prima e seconda manche, scritto in collaborazione con Lucilla Granata ed edito da Sperling & Kupfer.
È stato testimonial della seconda candidatura di Pyeongchang per i XXII Giochi olimpici invernali, poi assegnati a Soči, e di quella di Cortina d'Ampezzo per i Campionati mondiali di sci alpino 2019, poi andati a Åre. È socio fondatore dell'associazione Laureus per la promozione dell'attività sportiva contro il disagio sociale ed è stato commentatore di Sky Sport per i XXII Giochi olimpici invernali di Soči 2014.

## Palmarès

### Olimpiadi
- 5 medaglie:
  - 3 ori (slalom gigante, slalom speciale a Calgary 1988; slalom gigante ad Albertville 1992)
  - 2 argenti (slalom speciale ad Albertville 1992; slalom speciale a Lillehammer 1994)

### Mondiali
- 4 medaglie:
  - 2 ori (slalom gigante, slalom speciale a Sierra Nevada 1996)
  - 2 bronzi (slalom gigante a Crans-Montana 1987; slalom speciale a Sestriere 1997)

### Coppa del Mondo
- Vincitore della Coppa del Mondo nel 1995
- Vincitore della Coppa del Mondo di slalom gigante nel 1988, nel 1991, nel 1992 e nel 1995
- Vincitore della Coppa del Mondo di slalom speciale nel 1988, nel 1992, nel 1994 e nel 1995
- 88 podi:
  - 50 vittorie
  - 26 secondi posti
  - 12 terzi posti

#### Coppa del Mondo - vittorie
| Data             | Località               | Paese       | Specialità |
| ---------------- | ---------------------- | ----------- | ---------- |
| 27 novembre 1987 | Sestriere              | Italia      | SL         |
| 29 novembre 1987 | Sestriere              | Italia      | GS         |
| 13 dicembre 1987 | Alta Badia             | Italia      | GS         |
| 16 dicembre 1987 | Madonna di Campiglio   | Italia      | SL         |
| 20 dicembre 1987 | Kranjska Gora          | Jugoslavia  | SL         |
| 17 gennaio 1988  | Bad Kleinkirchheim     | Austria     | SL         |
| 19 gennaio 1988  | Saas-Fee               | Svizzera    | GS         |
| 19 marzo 1988    | Åre                    | Svezia      | SL         |
| 22 marzo 1988    | Oppdal                 | Norvegia    | SL         |
| 11 dicembre 1988 | Madonna di Campiglio   | Italia      | SL         |
| 29 novembre 1989 | Waterville Valley      | Stati Uniti | SL         |
| 8 marzo 1990     | Geilo                  | Norvegia    | SL         |
| 12 marzo 1990    | Sälen                  | Svezia      | SL         |
| 11 dicembre 1990 | Sestriere              | Italia      | SL         |
| 16 dicembre 1990 | Alta Badia             | Italia      | GS         |
| 21 dicembre 1990 | Kranjska Gora          | Jugoslavia  | GS         |
| 1º marzo 1991    | Hafjell                | Norvegia    | GS         |
| 9 marzo 1991     | Aspen                  | Stati Uniti | GS         |
| 21 marzo 1991    | Waterville Valley      | Stati Uniti | GS         |
| 23 novembre 1991 | Park City              | Stati Uniti | GS         |
| 24 novembre 1991 | Park City              | Stati Uniti | SL         |
| 10 dicembre 1991 | Sestriere              | Italia      | SL         |
| 15 dicembre 1991 | Alta Badia             | Italia      | GS         |
| 5 gennaio 1992   | Kranjska Gora          | Slovenia    | SL         |
| 19 gennaio 1992  | Kitzbühel              | Austria     | SL         |
| 26 gennaio 1992  | Wengen                 | Svizzera    | SL         |
| 20 marzo 1992    | Crans-Montana          | Svizzera    | GS         |
| 22 marzo 1992    | Crans-Montana          | Svizzera    | SL         |
| 9 gennaio 1993   | Garmisch-Partenkirchen | Germania    | SL         |
| 5 dicembre 1993  | Stoneham               | Canada      | SL         |
| 14 dicembre 1993 | Sestriere              | Italia      | SL         |
| 30 gennaio 1994  | Chamonix               | Francia     | SL         |
| 6 febbraio 1994  | Garmisch-Partenkirchen | Germania    | SL         |
| 4 dicembre 1994  | Tignes                 | Francia     | SL         |
| 12 dicembre 1994 | Sestriere              | Italia      | SL         |
| 20 dicembre 1994 | Lech                   | Austria     | SL         |
| 21 dicembre 1994 | Lech                   | Austria     | SL         |
| 22 dicembre 1994 | Alta Badia             | Italia      | GS         |
| 6 gennaio 1995   | Kranjska Gora          | Slovenia    | GS         |
| 8 gennaio 1995   | Garmisch-Partenkirchen | Germania    | SL         |
| 15 gennaio 1995  | Kitzbühel              | Austria     | SL         |
| 22 gennaio 1995  | Wengen                 | Svizzera    | SL         |
| 4 febbraio 1995  | Adelboden              | Svizzera    | GS         |
| 18 marzo 1995    | Bormio                 | Italia      | GS         |
| 19 dicembre 1995 | Madonna di Campiglio   | Italia      | SL         |
| 22 dicembre 1995 | Kranjska Gora          | Slovenia    | SL         |
| 7 gennaio 1996   | Flachau                | Austria     | SL         |
| 30 gennaio 1997  | Schladming             | Austria     | SL         |
| 8 gennaio 1998   | Schladming             | Austria     | SL         |
| 15 marzo 1998    | Crans-Montana          | Svizzera    | SL         |

Legenda:

GS = slalom gigante

SL = slalom speciale

### Campionati italiani
- 11 medaglie[47]:
  - 8 ori (slalom speciale nel 1988; slalom gigante, slalom speciale nel 1990; slalom gigante, slalom speciale nel 1991; slalom gigante nel 1992; slalom speciale nel 1993; slalom speciale nel 1994)
  - 1 argento (slalom gigante nel 1993)
  - 2 bronzi (slalom speciale nel 1986; slalom gigante nel 1988)

## Statistiche

### Podi in Coppa del Mondo
| Stagione/Specialità | Slalom gigante | Slalom gigante | Slalom gigante | Slalom speciale | Slalom speciale | Slalom speciale | Podi totali |
| ------------------- | -------------- | -------------- | -------------- | --------------- | --------------- | --------------- | ----------- |
| Stagione/Specialità | 1º             | 2º             | 3º             | 1º              | 2º              | 3º              | Podi totali |
| 1987                |                | 1              |                |                 |                 |                 | 1           |
| 1988                | 3              |                |                | 6               | 1               |                 | 10          |
| 1989                |                |                | 2              | 1               | 3               | 1               | 7           |
| 1990                |                |                |                | 3               | 1               |                 | 4           |
| 1991                | 5              | 1              |                | 1               | 1               | 1               | 9           |
| 1992                | 3              | 2              | 1              | 6               | 2               | 1               | 15          |
| 1993                |                | 3              | 1              | 1               | 3               | 1               | 9           |
| 1994                |                | 2              |                | 4               | 1               | 1               | 8           |
| 1995                | 4              |                |                | 7               |                 |                 | 11          |
| 1996                |                | 1              | 1              | 3               | 1               | 1               | 7           |
| 1997                |                |                |                | 1               | 2               | 1               | 4           |
| 1998                |                | 1              |                | 2               |                 |                 | 3           |
| Totale              | 15             | 11             | 5              | 35              | 15              | 7               | 88          |
| Totale              | 31             | 31             | 31             | 57              | 57              | 57              | 88          |

## Riconoscimenti
- Premio Uomo dell'anno attribuito dai Gazzetta Sports Awards nel 1988, 1992, 1994 e 1995
- Medaglia d'oro al valore atletico nel 1988, 1991, 1992 e 1995[50]
- Nettuno d'oro nel 1996[51]
- Guirlande d'honneur durante Sport Movies & Tv - Milano International FICTS Fest organizzato dalla FICTS nel 1999[52]
- Premio alla carriera del Comitato Internazionale Olimpico nel 2000[45]
- Membro del Laureus Sports Academy dal 2000[45]
- Atleta del centenario CONI nel 2014[53]
- Collare d'Oro dell'Ordine olimpico[54]
- Nel maggio 2015, una targa a lui dedicata fu inserita nella Walk of Fame dello sport italiano a Roma, riservata agli ex-atleti italiani che si sono distinti in campo internazionale.[55][56]
- Atleta del secolo FISI nel 2020[57]

## Filmografia
- Alex l'ariete, regia di Damiano Damiani (2000)
- Alberto Tomba: vincere in salita – documentario (2023)